# 七角星
七角星，又稱七芒星，是指一種有七隻尖角，並以七條直線畫成的星星圖形。

## 幾何學
在幾何學中，七角星是邊自我相交的七邊形。
正七角星一共有兩種，其施萊夫利符號分別計為{7/2}和{7/3}，與所述第二數字差別在繪製七角星時頂點間隔數，若計為{7/1}則為正七邊形，一般會省略後半計{7}。
| 第一正七角星{7/2} | 第二正七角星{7/3} | 兩種正七角星內接在正七邊形上 |
| 七角星柱(7/2)     | 七角星柱(7/3)     | 兩種正七角星內接在正七邊形上 |

## 外部連結
- 埃里克·韦斯坦因. . MathWorld.
- Approximate construction method